# Burg Sovinec
Die Burg Sovinec (deutsch Eulenburg) befindet sich nördlich von Sovinec (Eulenberg) im Okres Bruntál in Tschechien. Sie liegt auf einem breiten Felssporn in den Ausläufern des Niederen Gesenkes, 13 Kilometer südlich von Rýmařov.

## Geschichte
Die Eulenburg wurde um 1320 von den Brüdern Wok und Paul errichtet und erstmals 1333 erwähnt. Die Erbauer entstammten dem mährischen Adelsgeschlecht der Hrut und siedelten zuvor auf der Feste Waldhausen bei Huzová. Erst nachdem sie ihren Sitz auf die neu errichtete Eulenburg (Hrad Sovinec) bei Eulenberg (Sovinec) verlegten, nannten sie sich de „Aulnburk“ und später von Sovinec. Erstmals 1353 in dem entsprechenden Eintrag in die Olmützer Landtafel wurde die Burg in der tschechischen Schreibweise als „Sovinecz“ bezeichnet.
Während der Hussitenkriege war die Burg eine der wichtigen Festungen der Hussiten. 1492 erwarb Wok Pniowsky von Eulenberg die Eulenburg mit der Herrschaft Eulenberg. 1543 erwarb beides Christoph von Boskowitz, der die Reformation einführte und einen Umbau der Burg im Stil der Renaissance veranlasste. Jáchym Pivce z Hradčan a Klimštejna war von 1577 bis 1583 Hauptmann der Burg.  1578–1592 war die Burg im Besitz des Bergbauunternehmers Lorenz Eder von Sstiawnicz (Vavřinec Eder z Štiavnic), dem Pfandherrn der benachbarten Herrschaft Rabenstein. Ihm folgte sein Schwiegersohn Jan d. Ä. Kobylka von Kobylí, der wegen seiner Beteiligung am Ständeaufstand nach der Schlacht am Weißen Berg seine Güter an Karl von Liechtenstein verkaufen musste. Dieser übergab die Burg bereits 1623 an den Deutschen Orden.
Nach der dänisch-sächsischen Okkupation 1626/27 wurde die Burg durch den Statthalter Georg Wilhelm von Elkershausen zu einer Festung ausgebaut. Es wurden drei weitere Kanonenbastionen erstellt, die Wehrmauern verstärkt, der Graben vertieft und ein weiterer vorgestellter Turm erbaut. Nach einer mehrwöchigen Belagerung besetzten im Oktober 1643 die Schweden unter Führung des Generals Lennart Torstensson die strategisch wichtige Burg und hielten sie bis 1650. Nach einem Brand 1784 führte der Deutsche Orden nur noch die notwendigsten Reparaturen durch und versteigerte 1812 Teile der inzwischen verfallenen Burg. Diese Teile wurden 1837 unter dem Hochmeister Erzherzog Max Joseph zurückgekauft.
Ab 1840 diente die Burg als Knabenkonvikt des Deutschen Ordens, worauf sich die dortige Gedenktafel für Peter Rigler bezieht. Nach dessen Verlegung nach Troppau in der Zeit zwischen 1867 und 1896 als Sitz der schlesisch-mährischen Höheren Lehranstalt für Forsten. Während der Herrschaft der Nationalsozialisten wurde der Deutsche Orden 1939 enteignet und bis 1943 in der Burg in ein Gefangenenlager für französische Offiziere eingerichtet. Während der letzten Kriegstage 1945 brannte die Burg völlig aus und verfiel. 1951 wurde mit ihrer Restaurierung begonnen.